# Italian Challenge
Het Roma Golf Open is een jaarlijks golftoernooi van de Europese Challenge Tour, op de Olgiata Golf Club nabij de Italiaanse hoofdstad Rome.
De eerste editie werd in 2007 gespeeld op Le Pavoniere Golf & Country Club in Florence en werd gewonnen door Mikael Lundberg. In 2008 werd het toernooi op de Margara Golf Club gewonnen door Taco Remkes na play-off tegen Roope Kakko.
Daarna werd het toernooi op de Olgiata Golf Club gespeeld.

## Winnaars

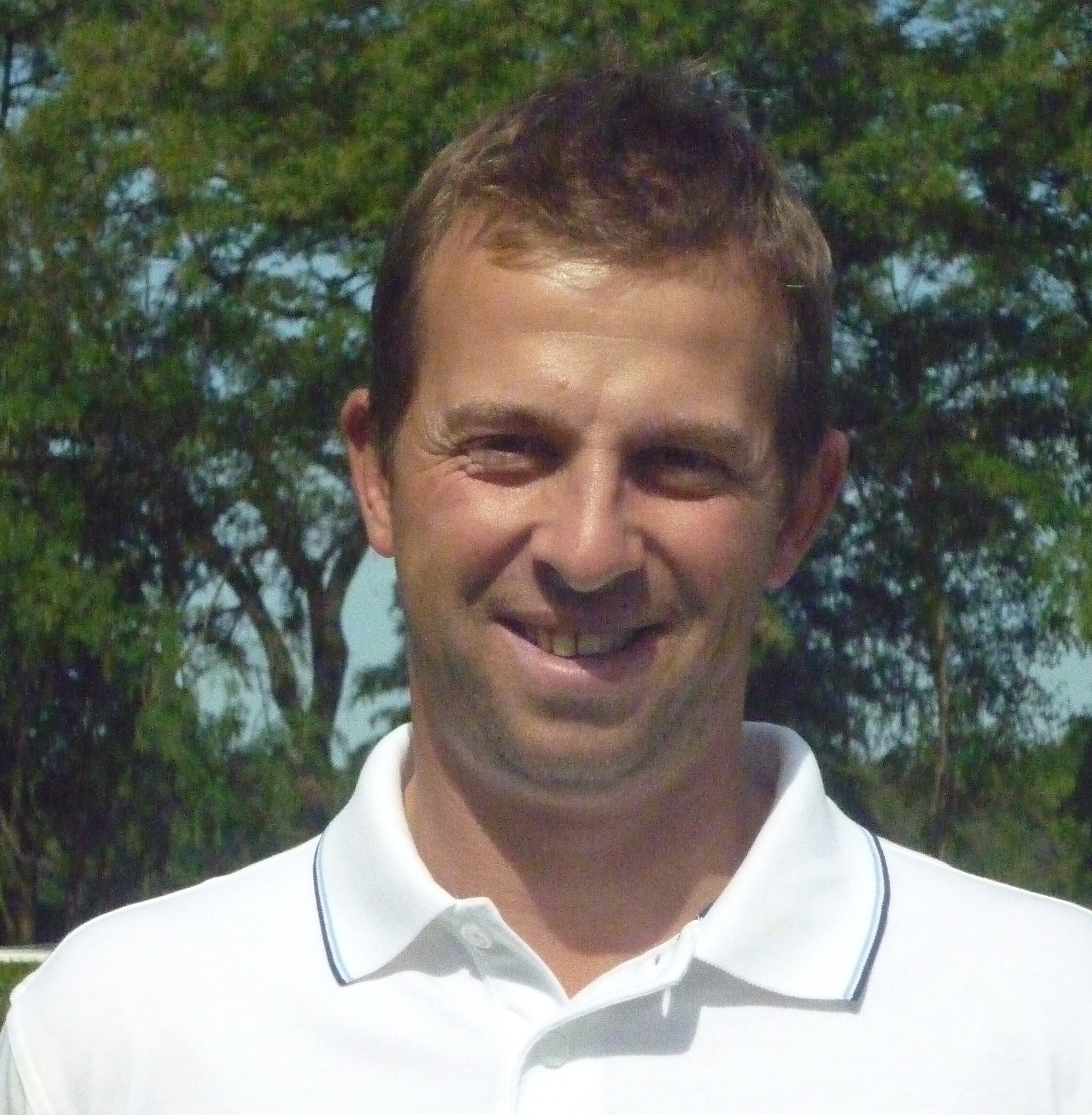
Voor Sam Little was dit de derde overwinning in 2011

| Jaar                                | Baan                                | Winnaar                             | Score                               | Score                               |
| Toscana Open Italian Federation Cup | Toscana Open Italian Federation Cup | Toscana Open Italian Federation Cup | Toscana Open Italian Federation Cup | Toscana Open Italian Federation Cup |
| ----------------------------------- | ----------------------------------- | ----------------------------------- | ----------------------------------- | ----------------------------------- |
| 2007                                | Le Pavoniere G&CC                   | Mikael Lundberg                     | 268                                 | -16                                 |
| Margara Diehl-Ako Platinum Open     |                                     |                                     |                                     |                                     |
| 2008                                | Margara Golf Club                   | Taco Remkes                         | 270                                 | -18                                 |
| Italian Federation Cup              |                                     |                                     |                                     |                                     |
| 2009                                | Olgiata Golf Club                   | Edoardo Molinari                    | 267                                 | -21                                 |
| Roma Golf Open                      |                                     |                                     |                                     |                                     |
| 2010                                | Olgiata Golf Club                   | Andreas Hartø                       | 265                                 | -19                                 |
| 2011                                | Olgiata Golf Club                   | Sam Little                          | 277                                 | -11                                 |
| EMC Golf Challenge Open             |                                     |                                     |                                     |                                     |
| 2014                                | Olgiata Golf Club                   |                                     |                                     |                                     |